# Метод Гаусса (оптимизация)
Метод Гаусса — прямой метод решения задач многомерной оптимизации.

## Описание
Пусть необходимо найти минимум действительнозначной функции {\displaystyle f({\vec {x}})\to \min _{{\vec {x}}\in \mathbb {R} ^{n}}}, а {\displaystyle {\vec {x}}_{0}} — начальное приближение.
Суть метода заключается в том, чтобы на каждой итерации по очереди минимизировать функцию вдоль каждой из координат, то есть: 

{\displaystyle {\vec {x}}_{0}^{k+1}={\vec {x}}_{k}}

{\displaystyle \left\{{\begin{array}{rl}{\vec {x}}_{1}^{k+1}={\vec {x}}_{0}^{k+1}+\lambda _{1}{\vec {e}}_{1},&\lambda _{1}=\arg \min _{\lambda }f({\vec {x}}_{0}^{k+1}+\lambda _{1}{\vec {e}}_{1})\\\ldots &\\{\vec {x}}_{n}^{k+1}={\vec {x}}_{n-1}^{k+1}+\lambda _{n}{\vec {e}}_{n},&\lambda _{n}=\arg \min _{\lambda }f({\vec {x}}_{n-1}^{k+1}+\lambda _{n}{\vec {e}}_{n})\end{array}}\right.}, 

где {\displaystyle {\vec {e}}_{1},\ldots ,{\vec {e}}_{n}} — ортонормированный базис в рассматриваемом пространстве.
Таким образом метод как бы «поднимется» по координатам, используя на шагах одной итерации для вычисления следующей координаты точки приближения все предыдущие значения координат, вычисленные на той же итерации, в этом и состоит схожесть с одноимённым методом решения СЛАУ.
При завершении итерации, точка, полученная на последнем шаге этой итерации, берётся в качестве следующего приближения: 

{\displaystyle {\vec {x}}_{k+1}={\vec {x}}_{n}^{k+1}}.
Процедура продолжается до тех пор, пока не будет достигнута заданная точность {\displaystyle \varepsilon }, то есть пока:
{\displaystyle ||{\vec {x}}_{k+1}-{\vec {x}}_{k}||<\varepsilon }.
Улучшением данного метода является метод покоординатного спуска Гаусса - Зейделя.